# Vyhlídková plošina Krásné Pole
Vyhlídková plošina Krásné Pole, nazývaná také Okno do krajiny, se nachází u obce Krásné Pole, městské části Ostravy, ve Vítkovské vrchovině v Moravskoslezském kraji.

## Další informace
Jednoduchá vyhlídková plošina Krásné Pole se nachází v polích u Krásného Pole západně od potoka Mešnice. Plošina se zábradlím má výšku 3,5 m a půdorys rovnoramnenného trojúhelníka. Je podepřena dvěma dřevěnými sloupy a kovovým přímým schodištěm. Přístupná je po polní cestě a je umístěná v sadu místních původních odrůd ovocných stromů. Na místě je také odpočinkové místo s ohništěm a lavičkami, na kterých jsou nápisy „KRÁSA 2021“, „ÚSMĚV 2021“, „ŠTĚSTÍ 2021“, „RADOST 2021“, „NADĚJE 2021“, „POHODA 2021“, „HVĚZDA 2021“, a dvě stanoviště pro workout.

## Galerie

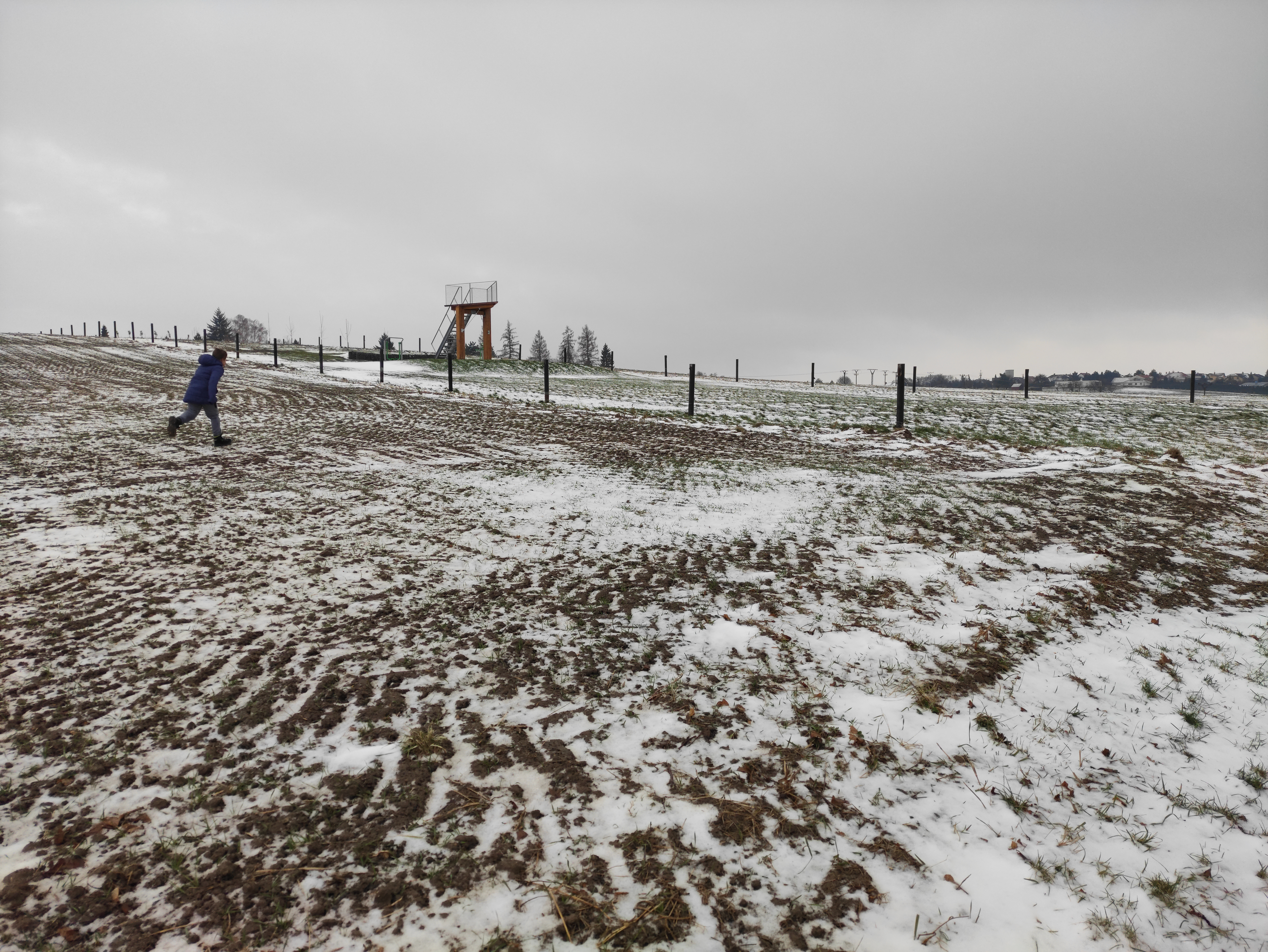
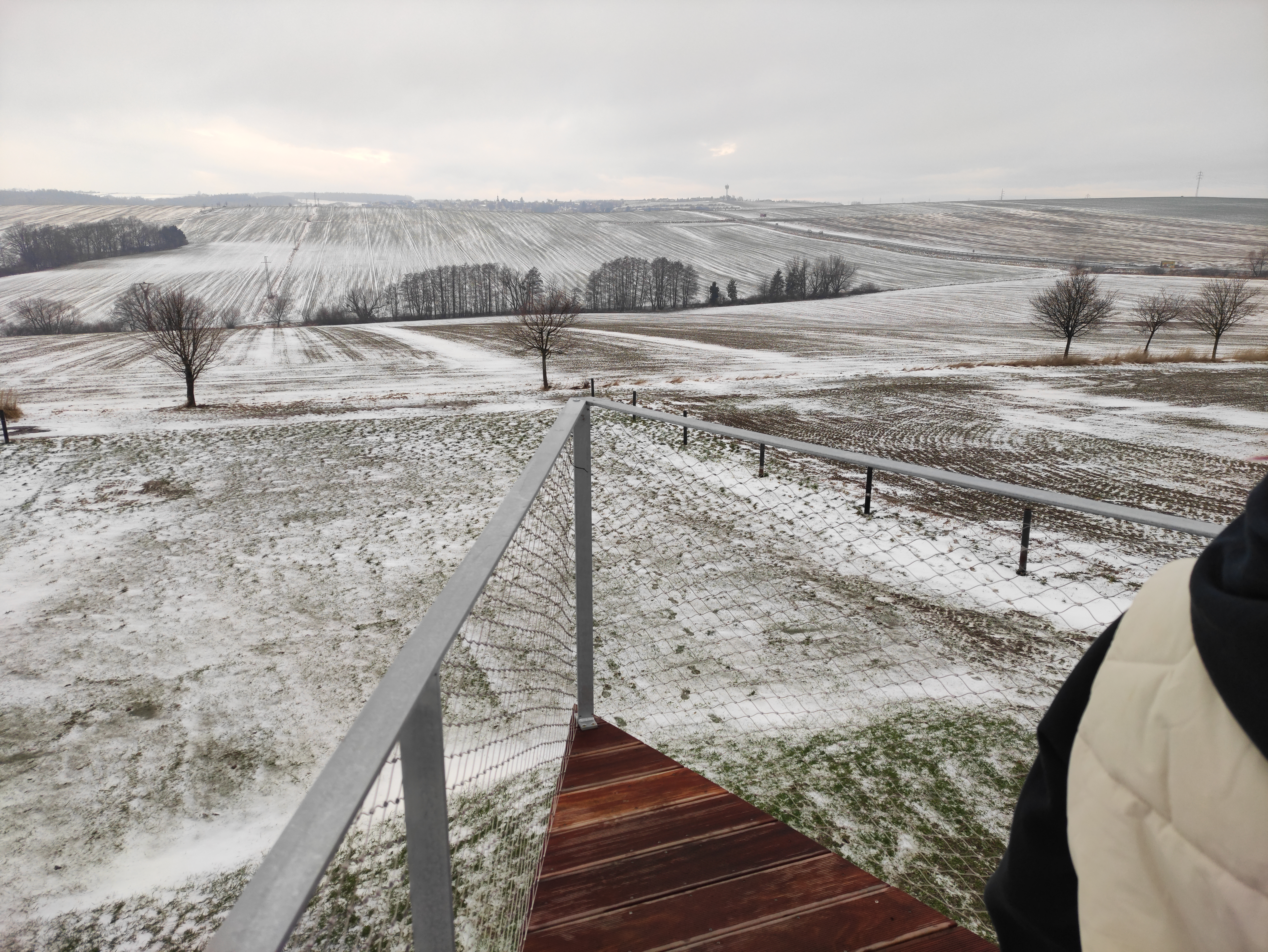
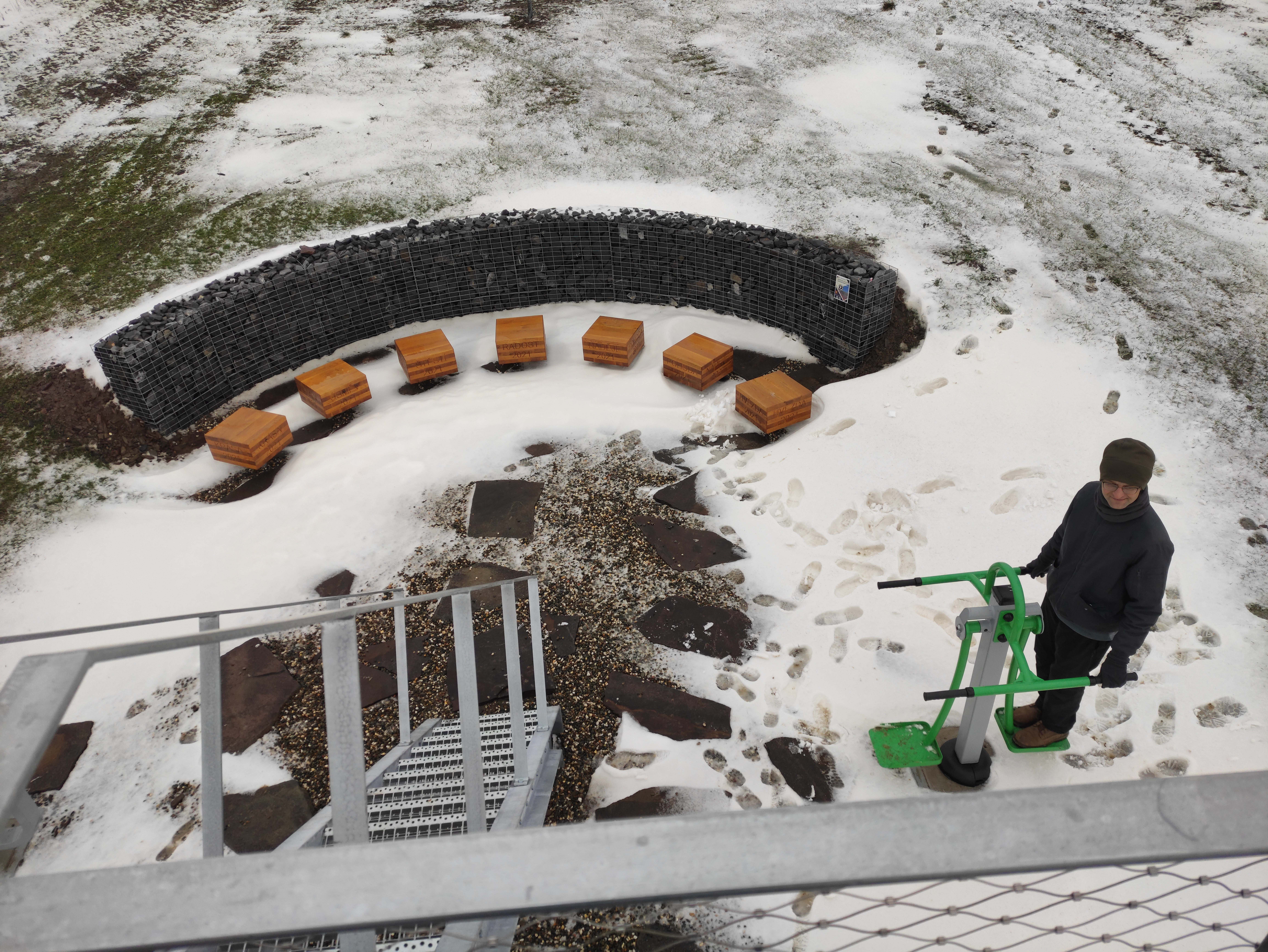
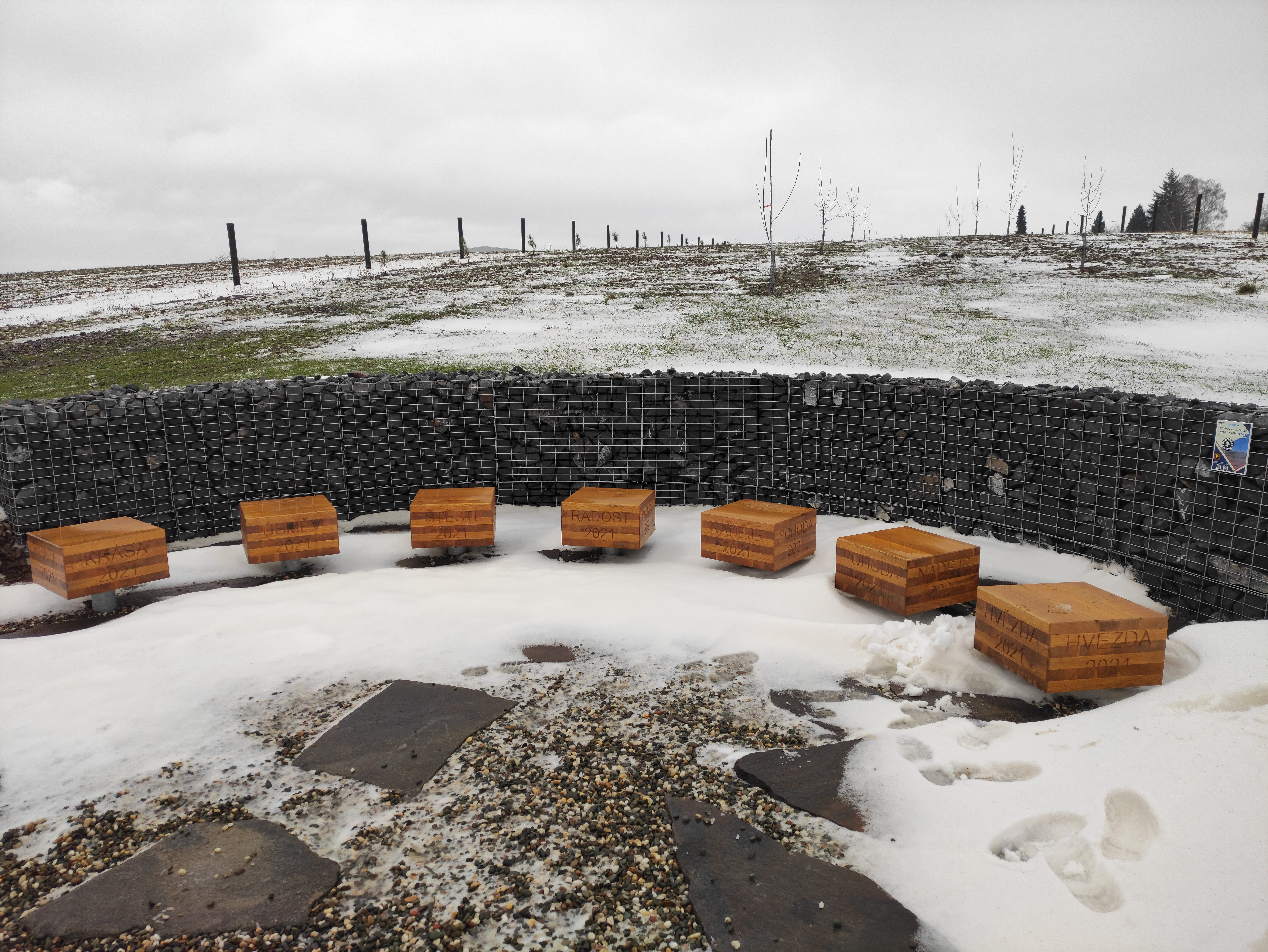
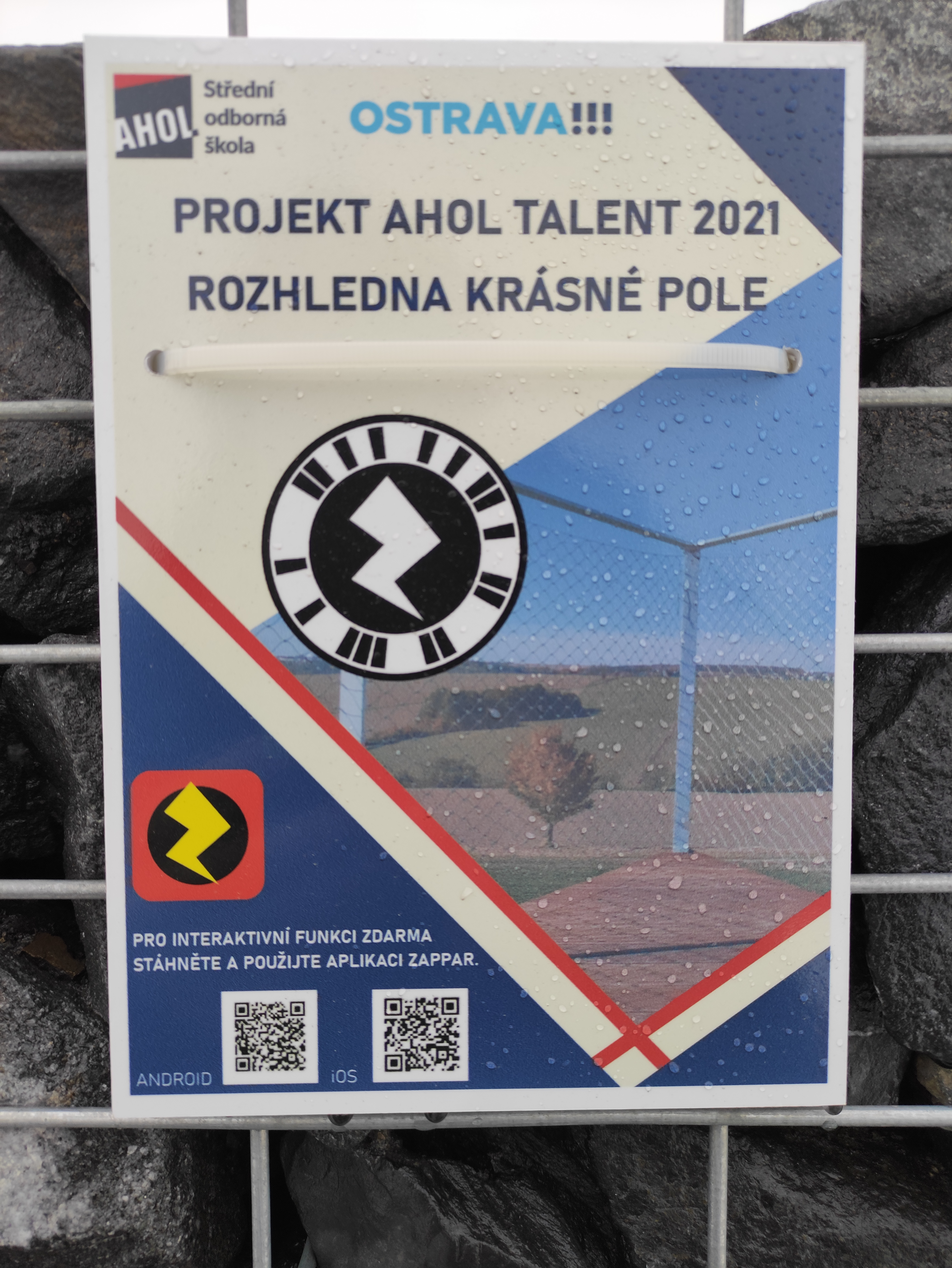